# Безглуздий мат

Безглуздий мат

Безглуздий мат — мат, поставлений на другому ході шахової партії (найшвидший мат у класичних шахах). У ширшому сенсі безглуздий мат — мат ферзем або (що рідше) слоном по незахищеній діагоналі h4-e1 або h5-e8 на початковій стадії гри.

## Запис ходів
1.f2-f3 e7-e6
2.g2-g4 Фd8-h4 ×
Існує вісім різновидів безглуздого мату. Наприклад, білі можуть зіграли не f3, а f4. Або спочатку піти не пішаком «f», а пішаком «g». Також чорні можуть піти пішаком не на e6, а на e5. 
Граючи білими, безглуздий мат можна поставити не раніше 3-о ходу. Наприклад:1.d4 f5 2.e4 g5?? 3.Фh5 ×.

## Аналогічні ідеї
- Ідеї безглуздого мату можна простежити в такій відомій пастці в Голландському захисті:

1.d4 f5 2.Cg5 h6 3.Ch4 g5 4.Cg3 f4 Чорні останнім ходом хочуть виграти слона. 5.е3 з ідеєю 6.Фh5 ×, базова ідея безглуздого мату. 5...h5 6.Cd3?! — краще 6.Се2, проте останнім ходом білі ставлять пастку. 6... Лh6 — захищаючись від 7.Cg6 ×, але... 7.Ф:h5+! Л:h5 8.Cg6×.
- Схожа ідея зустрічається в Захисті Оуена:

1.e4 b6 2. d4 Cb7 3. Зd3 f5 4. ef С:g2 5. Фh5+ g6 6. fg Kf6?? 7. gh+ Kxh5 8. Cg6×.
- В гамбіті Фрома:

1.f4 e5 2.fe d6 3.ed C:d6 4.Kf3 g5 5.h3?? (з тим щоб перешкодити 5... g4, краще 5.d4 або 5.g3) Cg3×.